# Брахтал
Брахтал (њем. Brachttal) општина је у њемачкој савезној држави Хесен. Једно је од 28 општинских средишта округа Мајн-Кинциг. Према процјени из 2010. у општини је живјело 5.195 становника. Посједује регионалну шифру (AGS) 6435005.

## Географски и демографски подаци
Брахтал се налази у савезној држави Хесен у округу Мајн-Кинциг. Општина се налази на надморској висини од 157–315 метара. Површина општине износи 30,8 km². У самом мјесту је, према процјени из 2010. године, живјело 5.195 становника. Просјечна густина становништва износи 168 становника/km².